# Gonystylus areolatus
Gonystylus areolatus är en tibastväxtart som beskrevs av Domke och Airy Shaw. Gonystylus areolatus ingår i släktet Gonystylus och familjen tibastväxter. Inga underarter finns listade i Catalogue of Life.